# Maurilio Prini
Maurilio Prini (17. srpen 1932, Le Sieci, Italské království – 29. duben 2009, Florencie, Itálie) byl italský fotbalový záložník.
Šest sezon strávil ve Fiorentině. Získal titul v lize 1955/56. V roce 1958 odešel do Lazia a hned získal italský pohár 1958. Kariéru ukončil v roce 1964 v Pratu.
Za reprezentaci odehrál tři utkání.

## Hráčská statistika
| Sezóna  | Klub       | Liga    | Liga   | Liga | Ligové poháry | Ligové poháry | Ligové poháry | Kontinentální poháry | Kontinentální poháry | Kontinentální poháry | Celkem | Celkem |
| Sezóna  | Klub       | Soutěž  | Zápasy | Góly | Soutěž        | Zápasy        | Góly          | Soutěž               | Zápasy               | Góly                 | Zápasy | Góly   |
| ------- | ---------- | ------- | ------ | ---- | ------------- | ------------- | ------------- | -------------------- | -------------------- | -------------------- | ------ | ------ |
| 1950/51 | Empoli     | Serie C | 20     | 7    | -             | 0             | 0             | -                    | 0                    | 0                    | 20     | 7      |
| 1951/52 | Empoli     | Serie C | 22     | 10   | -             | 0             | 0             | -                    | 0                    | 0                    | 22     | 10     |
| 1952/53 | Fiorentina | Serie A | 13     | 2    | -             | 0             | 0             | -                    | 0                    | 0                    | 13     | 2      |
| 1953/54 | Fiorentina | Serie A | 3      | 0    | -             | 0             | 0             | -                    | 0                    | 0                    | 3      | 0      |
| 1954/55 | Fiorentina | Serie A | 0      | 0    | -             | 0             | 0             | -                    | 0                    | 0                    | 0      | 0      |
| 1955/56 | Fiorentina | Serie A | 26     | 6    | -             | 0             | 0             | -                    | 0                    | 0                    | 26     | 6      |
| 1956/57 | Fiorentina | Serie A | 9      | 1    | -             | 0             | 0             | PMEZ                 | 3                    | 1                    | 12     | 2      |
| 1957/58 | Fiorentina | Serie A | 14     | 1    | IP            | 0             | 0             | -                    | 0                    | 0                    | 14     | 1      |
| 1958/59 | Lazio      | Serie A | 26     | 3    | IP 58         | 9             | 1             | -                    | 0                    | 0                    | 35     | 4      |
| 1959/60 | Lazio      | Serie A | 27     | 2    | IP            | 1             | 0             | -                    | 0                    | 0                    | 28     | 2      |
| 1960/61 | Lazio      | Serie A | 14     | 1    | IP            | 4             | 0             | -                    | 0                    | 0                    | 18     | 1      |
| 1961/62 | Lazio      | Serie B | 2      | 1    | IP            | 1             | 1             | -                    | 0                    | 0                    | 3      | 2      |
| 1962/63 | Prato      | Serie C | 28     | 0    | -             | 0             | 0             | -                    | 0                    | 0                    | 28     | 0      |
| 1963/64 | Prato      | Serie B | 27     | 0    | IP            | 1             | 0             | -                    | 0                    | 0                    | 28     | 0      |
| Celkem  | Celkem     | Celkem  | 218    | 26   | -             | 16            | 2             | -                    | 3                    | 1                    | 237    | 29     |

## Hráčské úspěchy

### Klubové
- 1× vítěz italské ligy (1955/56)
- 1× vítěz italského poháru (1958)

### Reprezentační
- 1× na MP (1955–1960)